# Jean-Louis Harel
Jean-Louis Harel (ur. 9 września 1965 w Lillebonne) – francuski kolarz szosowy, brązowy medalista olimpijski.

## Kariera
Największy sukces w karierze Jean-Louis Harel osiągnął w 1992 roku, kiedy wspólnie z Philippe’em Gaumontem, Hervé Boussardem i Didierem Faivre-Pierretem zdobył brązowy medal w drużynowej jeździe na czas na igrzyskach olimpijskich w Barcelonie. Był to jedyny medal wywalczony przez Harela na międzynarodowej imprezie tej rangi oraz jego jedyny start olimpijski. Poza tym zwyciężył między innymi w Trophée Mavic w 1989 roku i Boucles Catalanes rok później. Nigdy nie zdobył medalu na szosowych mistrzostwach świata.